# Lijst van nummer 1-hits in Frankrijk in 2015
Deze hits stonden in 2015 op nummer 1 in de SNEP Single Top 200, de bekendste hitlijst in Frankrijk.
| Datum        | Artiest                       | Titel                           |
| ------------ | ----------------------------- | ------------------------------- |
| 3 januari    | Mark Ronson & Bruno Mars      | Uptown funk!                    |
| 10 januari   | Mark Ronson & Bruno Mars      | Uptown funk!                    |
| 17 januari   | Mark Ronson & Bruno Mars      | Uptown funk!                    |
| 24 januari   | Mark Ronson & Bruno Mars      | Uptown funk!                    |
| 31 januari   | Mark Ronson & Bruno Mars      | Uptown funk!                    |
| 7 februari   | Mark Ronson & Bruno Mars      | Uptown funk!                    |
| 14 februari  | Mark Ronson & Bruno Mars      | Uptown funk!                    |
| 21 februari  | Mark Ronson & Bruno Mars      | Uptown funk!                    |
| 28 februari  | Mark Ronson & Bruno Mars      | Uptown funk!                    |
| 7 maart      | Mark Ronson & Bruno Mars      | Uptown funk!                    |
| 14 maart     | Louane                        | Avenir                          |
| 21 maart     | Louane                        | Avenir                          |
| 28 maart     | OMI                           | Cheerleader (Felix Jaehn remix) |
| 4 april      | OMI                           | Cheerleader (Felix Jaehn remix) |
| 11 april     | OMI                           | Cheerleader (Felix Jaehn remix) |
| 18 april     | OMI                           | Cheerleader (Felix Jaehn remix) |
| 25 april     | OMI                           | Cheerleader (Felix Jaehn remix) |
| 2 mei        | OMI                           | Cheerleader (Felix Jaehn remix) |
| 9 mei        | OMI                           | Cheerleader (Felix Jaehn remix) |
| 16 mei       | OMI                           | Cheerleader (Felix Jaehn remix) |
| 23 mei       | Marina Kaye                   | Homeless                        |
| 30 mei       | Marina Kaye                   | Homeless                        |
| 6 juni       | OMI                           | Cheerleader (Felix Jaehn remix) |
| 13 juni      | OMI                           | Cheerleader (Felix Jaehn remix) |
| 20 juni      | Feder & Lyse                  | Goodbye                         |
| 27 juni      | Feder & Lyse                  | Goodbye                         |
| 4 juli       | Feder & Lyse                  | Goodbye                         |
| 11 juli      | Feder & Lyse                  | Goodbye                         |
| 18 juli      | Feder & Lyse                  | Goodbye                         |
| 25 juli      | Feder & Lyse                  | Goodbye                         |
| 1 augustus   | Kygo & Parson James           | Stole the show                  |
| 8 augustus   | One Direction                 | Drag me down                    |
| 15 augustus  | Nicky Jam & Enrique Iglesias  | El perdón                       |
| 22 augustus  | Nicky Jam & Enrique Iglesias  | El perdón                       |
| 29 augustus  | Nicky Jam & Enrique Iglesias  | El perdón                       |
| 5 september  | Mylène Farmer & Sting         | Stolen car                      |
| 12 september | Nicky Jam & Enrique Iglesias  | El perdón                       |
| 19 september | Nicky Jam & Enrique Iglesias  | El perdón                       |
| 26 september | Nicky Jam & Enrique Iglesias  | El perdón                       |
| 3 oktober    | L.E.J.                        | Summer 2015                     |
| 10 oktober   | L.E.J.                        | Summer 2015                     |
| 17 oktober   | Mylène Farmer & Sting         | Stolen car                      |
| 24 oktober   | Charlie Puth & Meghan Trainor | Marvin Gaye                     |
| 31 oktober   | Adele                         | Hello                           |
| 7 november   | Adele                         | Hello                           |
| 14 november  | Adele                         | Hello                           |
| 21 november  | Adele                         | Hello                           |
| 28 november  | Adele                         | Hello                           |
| 5 december   | Adele                         | Hello                           |
| 12 december  | Adele                         | Hello                           |
| 19 december  | Adele                         | Hello                           |
| 26 december  | Adele                         | Hello                           |